# Il primogenito dei Ferchaux
Il primogenito dei Ferchaux è un romanzo noir dello scrittore belga Georges Simenon.

## Trama
Michel Maudet è un giovane parigino squattrinato ma ambizioso. Da pochi mesi egli è sposato con Lina: viene a sapere che un certo Dieudonné Ferchaux, abitante in Normandia, sta cercando un segretario. Si fa prestare qualche franco e si reca con la moglie a cercarlo a Caen, dal momento che il notaio incaricato non è sicuro se il posto sia già occupato. L'uomo, che vive tra una casa signorile in città e una proprietà di campagna, sulla riva del mare, lo assume; inoltre, gli rivela di essere il Ferchaux del quale parlano tutti i giornali, “l'Uomo dell'Ubanghi”, e solo in questo momento Maudet ricorda di aver letto di lui.
Dieudonné Ferchaux ha vissuto circa quarant'anni nell'Africa equatoriale, dove ha creato insieme al fratello Émile un impero economico lungo le rive del Congo. Ha dovuto poi rientrare in Francia per difendersi dalle accuse di malversazioni e omicidio, accaduto 25 anni prima: l'uccisione a colpi di dinamite di tre indigeni neri che lavoravano per lui. Adesso Ferchaux è libero su cauzione, ma il processo è in corso. Maudet, che non gli ha rivelato di essere sposato, torna a Caen a prendere i propri effetti e dice alla moglie Lina di trasferirsi in un alberghetto più vicino alla casa dove lui dovrà lavorare.
Ferchaux è geloso e possessivo, non tollera che il suo segretario si allontani, così Maudet è costretto a uscire clandestinamente all'alba per incontrare Lina. Però quando ritornano tutti a Caen per uno dei frequenti spostamenti, il padrone lo sorprende in un ristorante con la moglie. A sorpresa, invita anche lei a seguirli in un viaggio che dovranno fare: gli è arrivata la notizia che è stato spiccato mandato d'arresto a suo nome.
I tre prendono nel corso della notte una serie di treni e taxi che li portano, seguendo un itinerario tortuoso, al porto di Dunkerque, dove il vecchio Ferchaux finge di essere il padre di Lina. Prendono in affitto due camere dalla signora Snoek, poi Michel si reca in Belgio su incarico del padrone: da lì dovrà telefonare a Parigi al fratello di Ferchaux. Ma a Bruxelles nota su un quotidiano un annuncio che lo porta da intermediari del fratello di Dieudonné, il quale ha immaginato una fuga in Belgio. Il messaggio è quello di cercare di riparare in Sudamerica dove già sono a disposizione dei capitali.
Tuttavia Dieudonné Ferchaux fa trapelare ai giornali, tramite un avvocato di fiducia, notizie riservate che provocano un grosso scandalo politico e finanziario. La stampa reclama l'arresto di suo fratello, che si toglie la vita. Le tensioni tra Maudet e il suo capo aumentano, anche a causa di Lina. Un giorno la polizia arriva sulle loro tracce, i due partono imbarcandosi su una nave, abbandonando la giovane moglie.
Qualche tempo dopo, i due giungono sotto falsi nomi nella città di Colón a Panama. Maudet soffre l'ossessivo rapporto con Ferchaux, sempre più esigente ed egoista. All'anziano, malato e acido, è divenuto indispensabile l'aiuto del giovane. Michel riesce a liberarsi soltanto all'ora dei pasti, che per il suo datore di lavoro significa nutrirsi solo di latte. 
Il giovane si rende ormai conto di poter contare solo su sé stesso per poter fare fortuna, e comprende di doversi sganciare dalla situazione bloccata col Ferchaux. Ben inserito nella vita notturna della città, una sera Michel abborda una ricca vedova americana, Mrs Lampson, sbarcata da una nave, e in viaggio verso il Perù per affari. Altri personaggi compaiono: il belga Jef, gestore di un ristorante dove si servono solo clienti abituali; la prostituta Renée; l'Olandese, misterioso trafficante di teste indie. In questo ambiente, Maudet accarezza l'idea di liberarsi definitivamente di Ferchaux e impadronirsi degli ultimi, pochi, milioni di franchi del suo immenso patrimonio: lo uccide a sangue freddo e consegna il cadavere al trafficante di teste indie. Si unisce in seguito alla signora Lampson in Cile, per vivere lì un'esistenza da ricco avventuriero.

## Edizioni
- Il primogenito dei Ferchaux, traduzione di Laura Frausin Guarino, Collana Biblioteca n.427, Milano, Adelphi, 2002,  p. 363, ISBN 978-88-459-1706-6.